# Герард ван дер Лем
Герард ван дер Лем (нід. Gerard van der Lem, нар. 15 листопада 1952, Амстердам) — нідерландський футболіст, що грав на позиції нападника, зокрема за «Феєнорд» та «Утрехт».
По завершенні ігрової кар'єри — тренер.

## Ігрова кар'єра
Народився 15 листопада 1952 року в Амстердамі. Вихованець юнацьких команд місцевих клубів «Аякс» і «Амстердам». У дорослому футболі дебютував 1973 року виступами за головну команду останнього, в якій провів два сезони, взявши участь у 66 матчах чемпіонату. 
Протягом 1975—1977 років захищав кольори клубу «Рода».
Своєю грою за останню команду привернув увагу представників тренерського штабу «Феєнорда», до складу якого приєднався 1977 року. Відіграв за команду з Роттердама наступні три сезони своєї ігрової кар'єри. Більшість часу, проведеного у складі «Феєнорда», був основним гравцем атакувальної ланки команди. 1980 року виборов у її складі титул володаря Кубка Нідерландів.
Протягом частини 1980 року захищав кольори клубу «Спарта», після чого перейшов до «Утрехта», за який відіграв п'ять сезонів. Граючи у складі «Утрехта» також здебільшого виходив на поле в основному складі команди, захищав її кольори до припинення ігрової кар'єри у 1985 році.

## Кар'єра тренера
Розпочав тренерську кар'єру невдовзі по завершенні кар'єри гравця, 1986 року, увійшовши до тренерського штабу «Гарлема», де пропрацював з 1986 по 1990 рік.
1990 року став асистентом Лео Бенгаккера у тренерському штабі амстердамського «Аякса». За рік продовжив роботи із цією командою, але вже під керівництвом Луї ван Гала. 1997 року нідерландський спеціаліст погодився очолити іспанську «Барселону» і запросив ван дер Лема продовжити співпрацю вже в Іспанії.
1999 року ван дер Лем залишив «Барселону» аби розпочати самостійну тренерську кар'єру і був призначений головним тренером команди АЗ (Алкмар).
За два роки, у 2001, повернувся до «Аякса», де працював з молодіжною командою, після чого отримав пропозицію очолити збірну Саудівської Аравії. Команда під його керівництвом кваліфікувалася на Кубок Азії 2004, проте на самій континентальній першості завершила боротьбу на груповому етапі, здобувши лише одну нічию у трьох іграх, після чого нідерландця було звільнено.
2007 року поновив тренерську кар'єру, очоливши кіпрський «Аполлон» (Лімасол), після чого деякий час тренував еміратську  «Шарджу».
2008 року прєднався до очолюваного співвітчизником Генком тен Кате тренерьского штабу грецького «Панатінаїкоса», а 2010 року обійняв посаду технічного директора турецького «Кайсеріспора».

## Титули і досягнення
- Володар Кубка Нідерландів (1):

«Феєнорд»: 1979-80